# Boehmia tuberosa
Boehmia tuberosa är en havsspindelart som beskrevs av Möbius, K. 1902. Boehmia tuberosa ingår i släktet Boehmia och familjen Ammotheidae. Inga underarter finns listade.